# Giacomo Della Porta

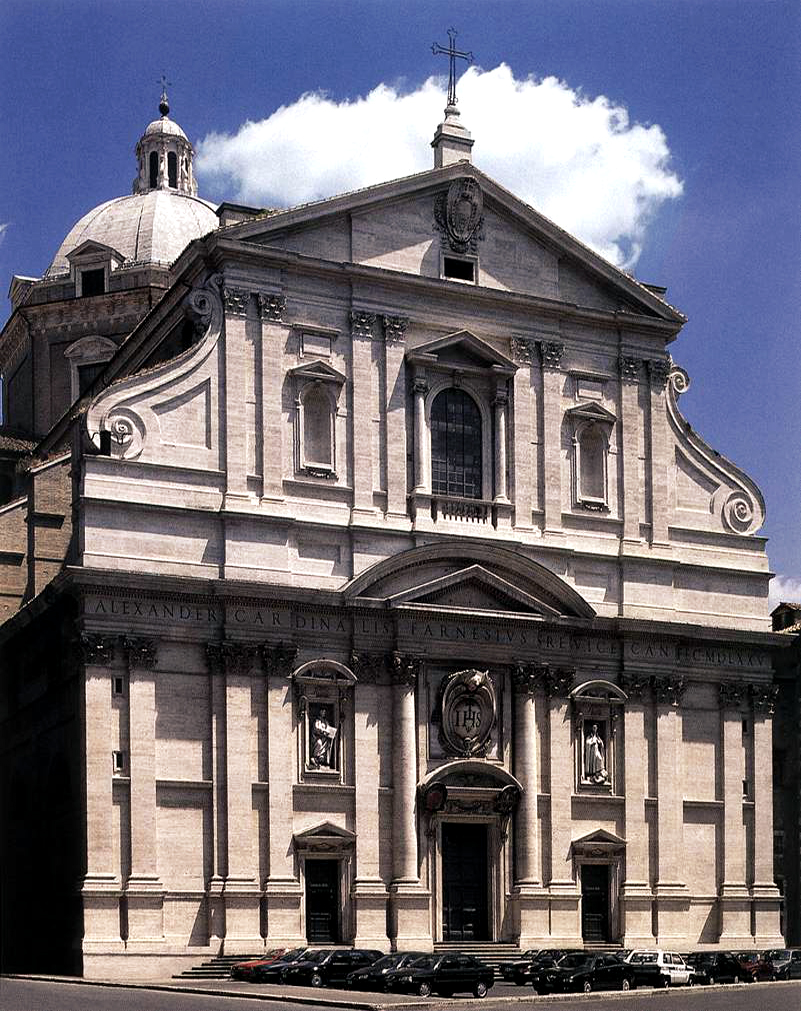
Az il Gesù homlokzata

Giacomo Della Porta (Porlezza, 1532 – Róma, 1602. szeptember 3.) olasz építész és szobrász.

## Élete

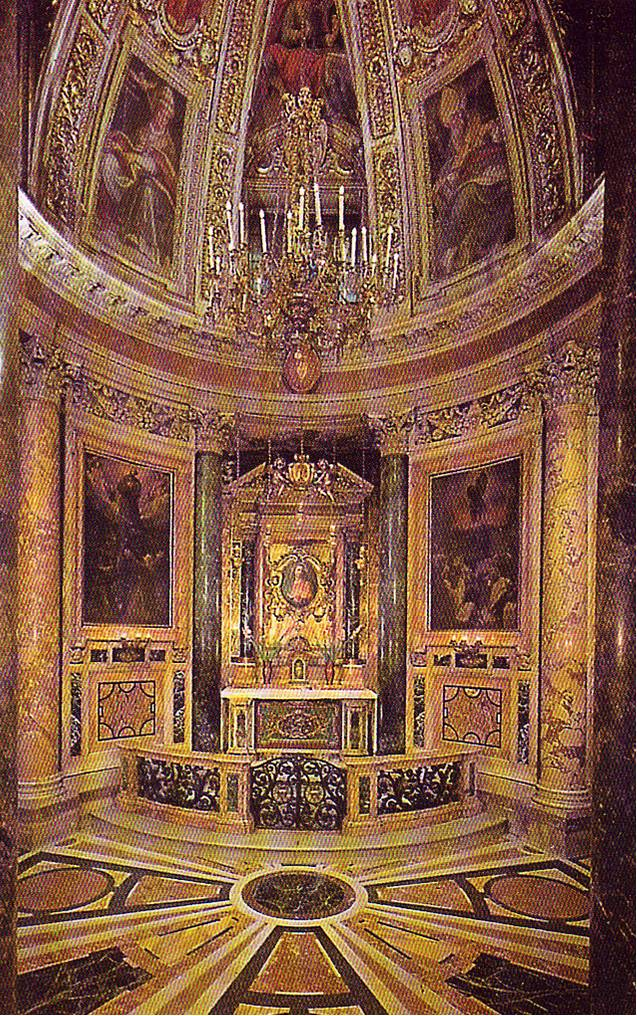
A Xavéri Szent Ferenc-, ma Szent Szív-kápolna

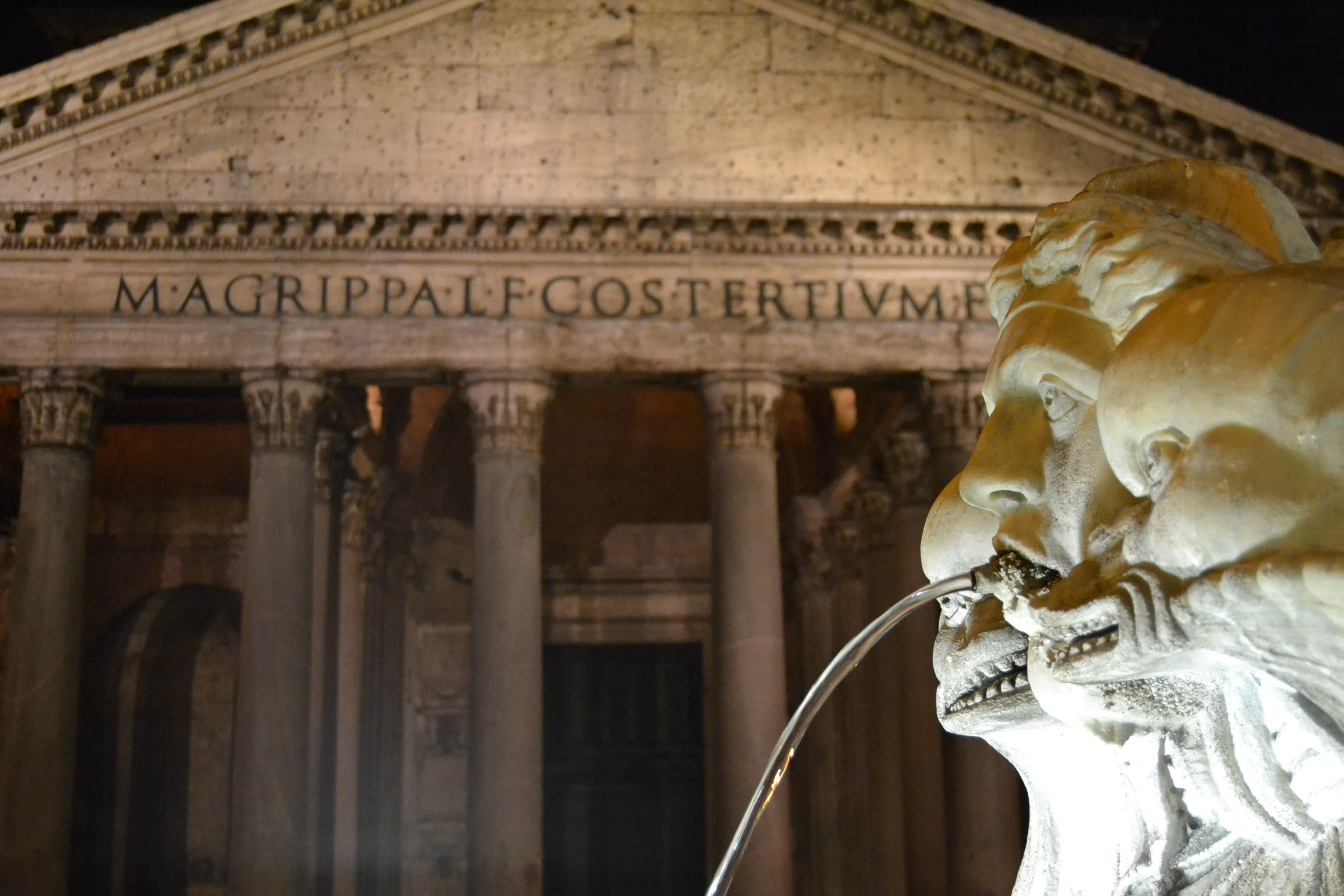
Della Porta alla Rotonda-szökőkút (részlet)

Comói szobrász családban született. Genovában kezdte tevékenységét, Bartolomeo nagybátyja műhelyében. Különböző művei maradtak fenn a városban, pl. olyan szobrok, mint a San Lorenzo-katedrális Cybo-kápolnájában Giuliano Cybo fekvő szobra.
Michelangelo, s később Vignola tanítványaként hamarosan Rómába költözött, ahol homlokzatokat, kupolákat és kerek kápolnákat épített, pl. a Xavéri Szent Ferencnek szentelt kápolna, az Il Gesùban. Michelangelo halála után ő fejezte be a Szent Péter-bazilika kupoláját. Hangsúlyozni kell, hogy Della Porta szökőkútja nem csupán Michelangelo terveinek megvalósítása. Eredeti a kút műszaki kivitelezése, amely a 16. század végén a technológiai fejlődés egyik fontos szakaszát képviselte. Nemcsak jelentős változást hajtottak végre a héj görbületén az állítólagos Buonarroti-projekthez képest, közelebb kerülve Brunelleschi modelljéhez, hanem egy sor olyan láncot illesztettek az építésbe (különösen a kupola felső részén), amelyek elosztják a boltozat által kifejtett keresztirányú tolóerőket, és kiváló minőségű anyagokat használtak. A travertintáblákat olvadt ólommal futtatták be. Ezek a jellemzők lehetővé tették, hogy a kupola ne szenvedjen súlyos károkat az 1703-as erős földrengés során. Kifinomult, fából készült bordák segítségével modellezték a bordákat is, és közvetlenül a San Paolo fuori le mura-székesegyház padlóján másolták 1:1 méretben a kupola műszaki részleteit. A Palazzo Crescenzit (1585, ma Serlupi Crescenzi), a via del Seminario alkotásait, valamint a piazza d'Aracoeli szökőkútjait is neki tulajdonítják. 
Megtervezte a Palazzo Albertoni Spinola bejárati galériájának és előcsarnokának ortogonalitását is, amely egyedülálló perspektívájú vizuális effektusnak adott életet a palota két testének integrációja mellett. 
A művésznek tulajdonítható legfontosabb művek között mindenképpen meg kell említeni a csodálatos frascati Aldobrandini-villát, amelynek építését 1600-tól élete végéig (1602) folytatta, Pietro Aldobrandini bíboros, VIII. Kelemen pápa unokaöccse megbízásából.

## Főbb művei

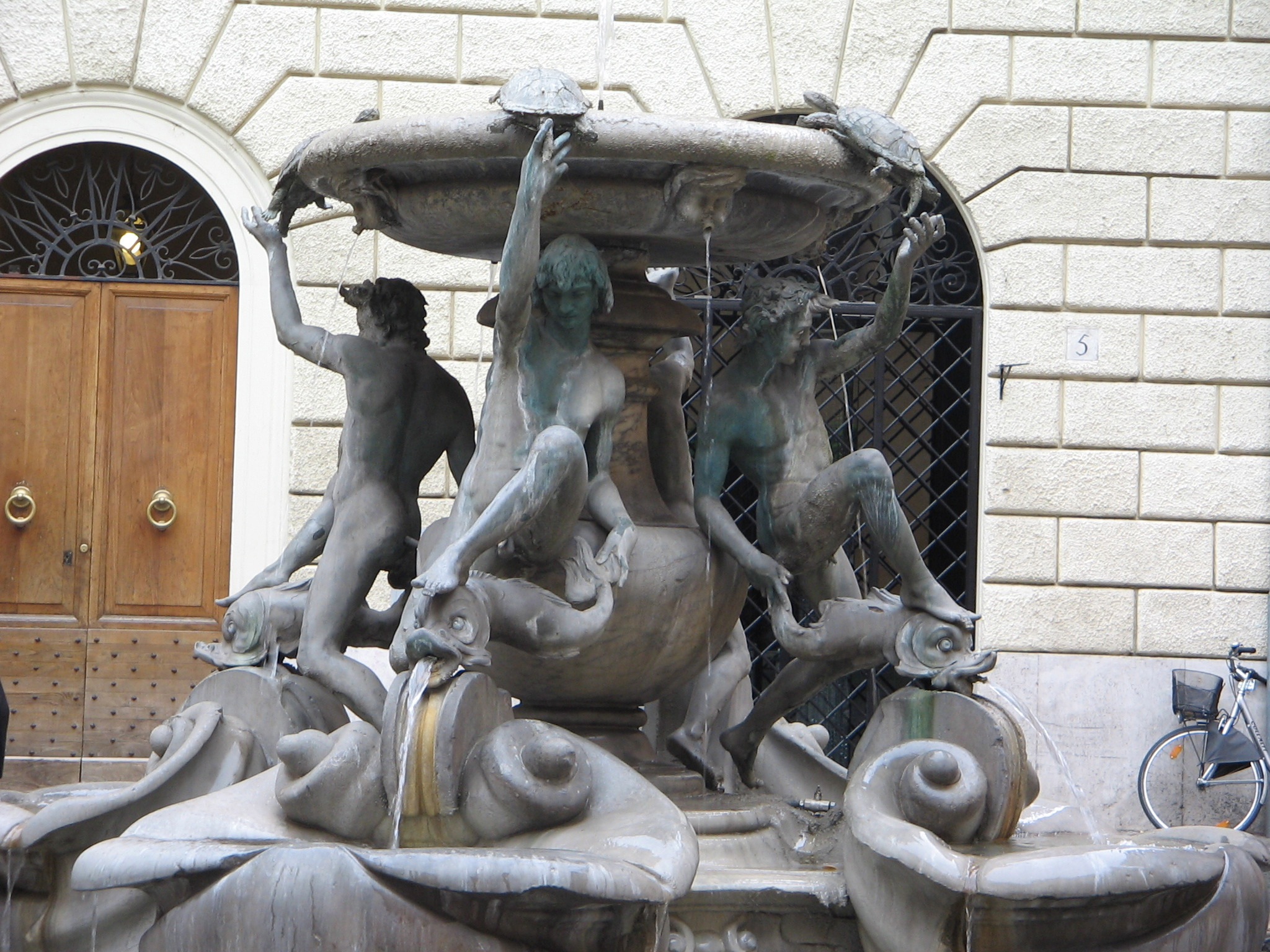
Teknősbékás szökőkút

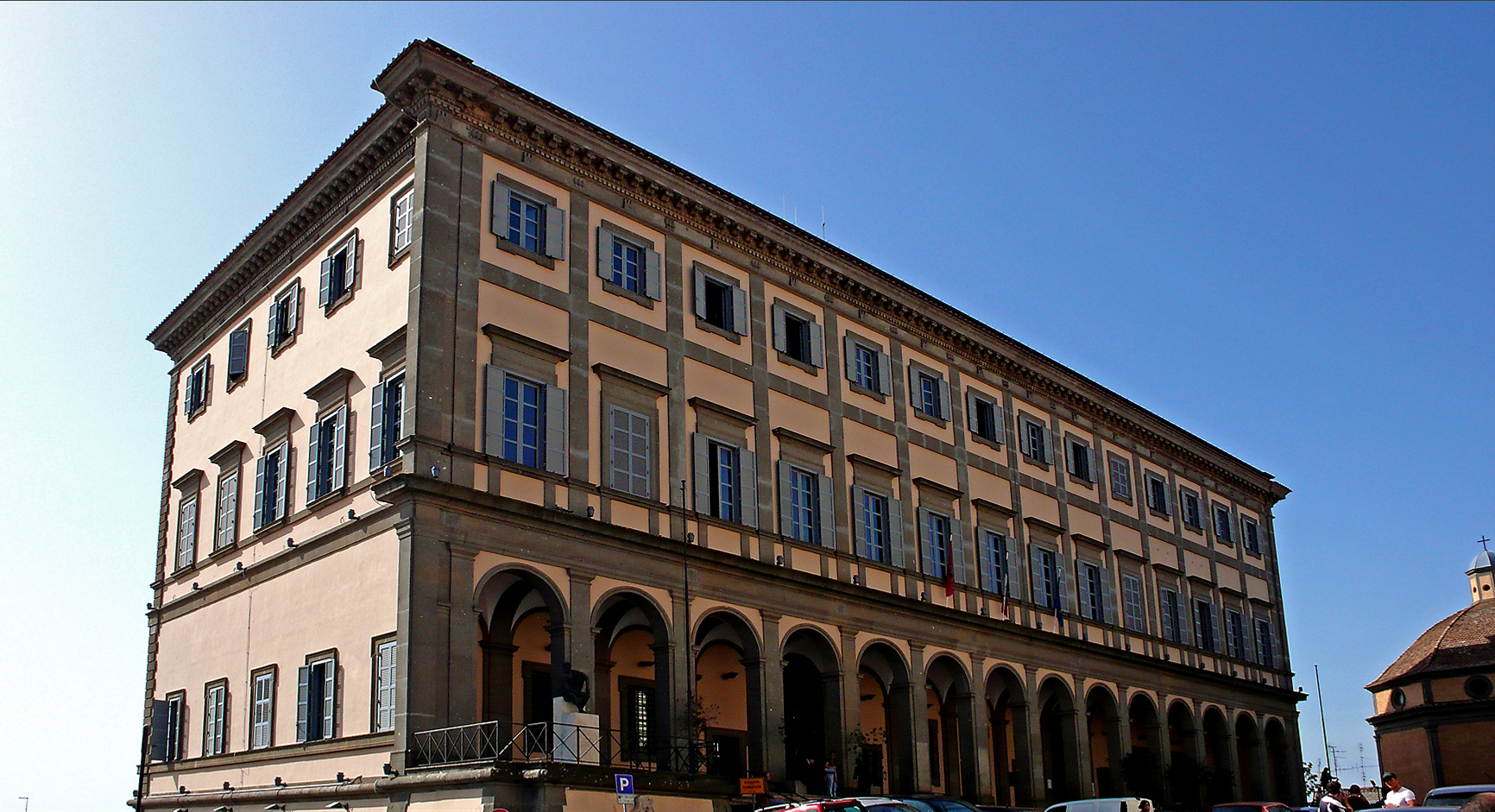
Velletri városháza

- A Szent kereszt oratóriuma (1562–1568)
- Az il Gesù-templom (1573–1575)
- A Palazzo Borghese (1573) szökőkútjai
- A Palazzo Senatorio a Capitolinuson homlokzata, lépcsősora és kordonata (1573–1602)
- A Piazza Colonna szökőkútja (1574)
- A Mór és Neptun szökőkutak a Piazza Navonán (1574)
- Velletri önkormányzatának palotáját 1575-ben  ő kezdte el, Filippo Barigioni fejezte be 1720-ban
- Santa Maria dell'Orto (Immacolata, 1578)
- A Bölcsesség Palotája (1578–1602)
- Capizucchi-palota (1580)
- Palazzo Crescenzi alla Rotonda (1580)
- A Palazzo Crescenzi, ma Serlupi Crescenzi, a via del Seminarión (1585)
- Santa Maria ai Monti-templom (1580)
- Sant'Atanasio dei Greci-templom (1581)
- Teknősbékák szökőkútja (1584)
- A befejezetlen Palazzo Farnese Ortonában (1584)

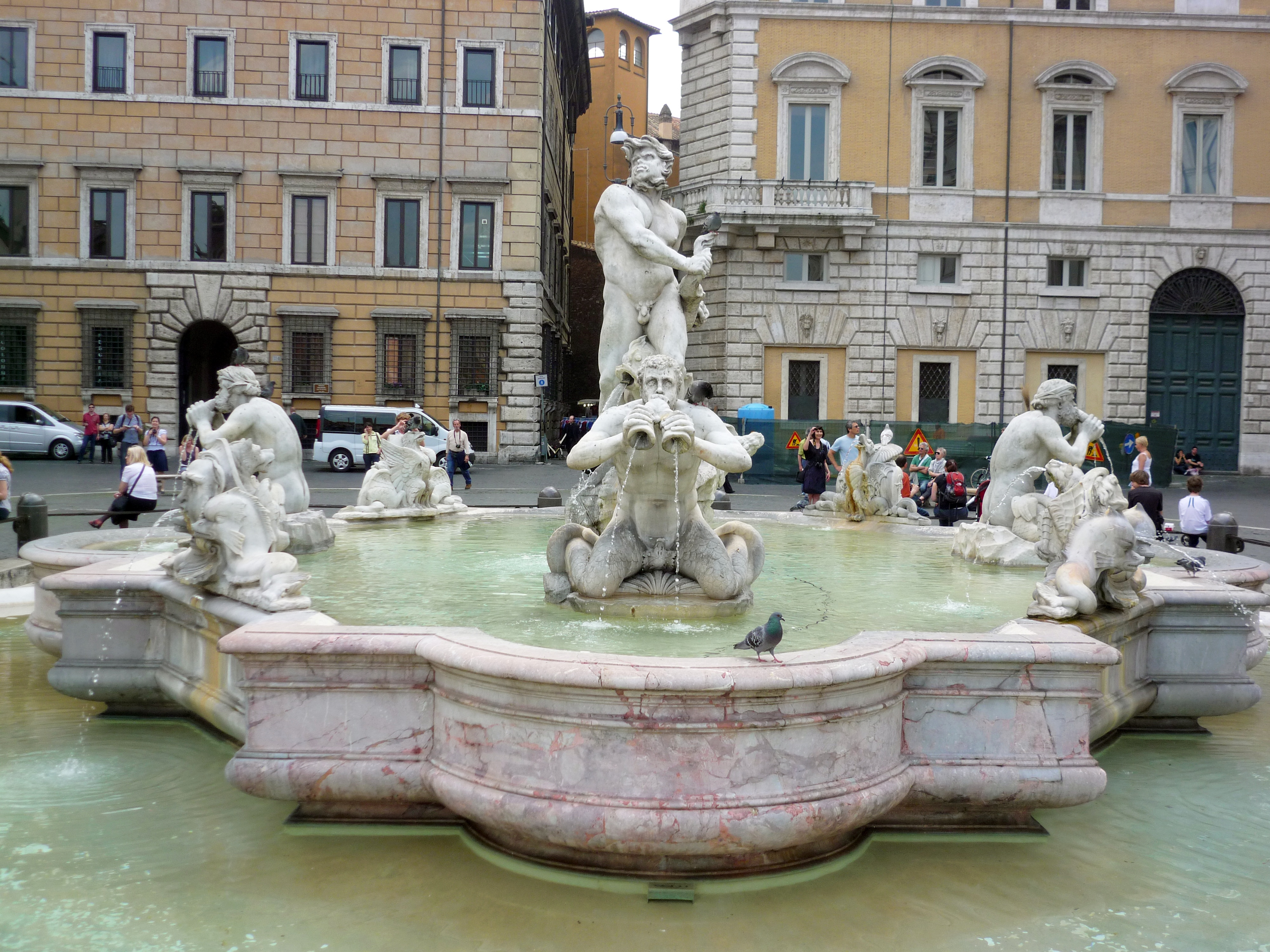
A Mór-kút a Piazza Navonán

- Az il Gesù homlokzatának módosítása (1584)
- Palazzo Marescotti (1585)
- Trinità dei Monti-templom (1586)
- Szent Péter-bazilika (1588–1590)
- Piazza della Madonna dei Monti, szökőkút (1589)
- A francia Saint Louis-templom homlokzata (1589)
- Szökőkutak a Santa Maria téren, Campitelli területén (1589)
- Szent Venanzio és Ansovino (1589) szemközti szökőkutak
- Terrina-kút (1590)
- Palazzo Fani (1598)
- A San Paolo alle Tre Fontane-templom (1599)
- A carcerei San Nicola-bazilika (1599)
- Palazzo Albertoni Spinola (1600)
- Villa Aldobrandini (1600–1602), Frascati
- Aldobrandini-kápolna (1600–1602) a Santa Maria sopra Minervában

## Közreműködésével alkotott művek
- Palazzo Chigi és híres szökőkútja 1562-től. Carlo Maderna fejezte be 1580-ban
- Palazzo Serlupi–Crescenzi (1585), Ottaviano Crescenzivel
- Michelangelo: Pietà másolata, amely a Sant'Andrea della Valle-székesegyházban található
- A San Luigi dei Francesi-templom homlokzatának terve, Domenico Fontana készítette[2]
- A siracusai jezsuita főiskola templomának homlokzata
- A Santa Caterina dei Funari-temploma, minden bizonnyal Giacomo Barozzi da Vignola és Guidetto Guidetti közreműködésével[3]
- Főoltár a Santa Maria dell'Orto-templomban

## Bibliográfia
- Giovanni Baglione, Le Vite de' Pittori, Scultori et Architetti dal Pontificato di Gregorio XIII fino a tutto quello d'Urbano VIII, Róma, 1642, 4, 5, 58, 76-78, 196, 306.
- Filippo Titi, Descrizione delle Pitture, Sculture ed Architetture esposte in Roma, Marco Pagliarini, Róma, 1674, Giovanni Bottari által 1763-ban újra kiadva, 4, 12, 16, 18, 52, 61, 69, 85, 86, 94, 109, 146, 156, 160, 162, 172, 174, 184, 186, 197, 213, 217, 236, 357, 358, 381, 392, 422, 470.
- Giuseppe Merzario, I Maestri Comacini. Storia artistica di mille duecento anni (600–1800), I–II, kötet, G. Agnelli, Milánó, 1893
- O. Pollak, Ausgewählte Akten zur Geschichte der Römischen Peterskirche (1536–1621), Jahrbuch der Königlch Preussischen Kunstsammlungen, Supplemento, XXXVI, 1915, 84.
- Ugo Donati, Artisti ticinesi a Roma, Bellinzona, 1942, 22 és 5; 38.
- Alessandro Giobbi, Testimonianze di Storia di Claino con Osteno, Osteno, 1971
- K. Schwager, Giacomo Della Porta. Herkunft und Anfänge in Rom, Römisches Jahrbuch für kunstgedchichte, XV, 1975, 129, 106. szám
- Adolf K Placzek, Macmillan Encyclopedia of Architects, 3 kötet, The Free Press, ISBN 0-02-925000-5 NA40.M25 London, 1982, 456-457.
- AA.VV., La scultura a Genova e in Liguria, 1, 1987
- A. Bedon, Della Porta Giacomo, a Dizionario Biografico degli Italiani, 37. szócikke, Róma, 1989, 160-170.
- Luca Maggi, Giacomo Della Porta, il S. Paolo alle Tre Fontane, Bonsignori, Róma, 1996
- Katherine Rinne, Fluid Precision: Giacomo della Porta and the Acqua Vergine fountains of Rome, Landscapes of Memory and Experience, Jan Birksted (London, 2000), 183-201.
- Alverio Gualandris, Porlezza. Storia-Arte-Statuti-Artisti-Documenti, Attilio Sampietro Editore, Menaggio, 2003, 174-176.
- Giorgio Mollisi, La Genova dei Ticinesi. Gli artisti provenienti dal Ticino a Genova dal Medioevo al Settecento, in Arte&Storia, 5. évf., 20. szám, Edizioni Ticino Management, Lugano, 2004, 48-49.
- AA.VV., Enciclopedia Biografica Universale, V. kötet, ad vocem, Enciclopedia Treccani, Róma, 2007 (Trecciani online Giacomo Della Porta, 2018. március 15.[halott link])
- Riccardo Navone, Viaggio nei Caruggi, edicole votive, pietre e portali, Fratelli Frilli Editori, Genova, 2007, 100, 159, 192, 247, 251, 275, 408.
- Giorgio Mollisi, Di alcuni artisti sistini del lago di Lugano. Precisazioni e scoperte, Giorgio Mollisi (szerk.), Arte&Storia, Svizzeri a Roma nella storia, nell'arte, nella cultura, nell'economia dal Cinquecento ad oggi, Edizioni Ticino Management, 8. évf., 35. szám, 2007. szeptember-október, Lugano, 2007, 66-68.
- Katherine W. Rinne, Between Precedent and Experiment: the Restoration of the Acqua Vergine (1560–1570), in L. Roberts, S. Schaffer and P. Dear (szerk.), The mindful hand: inquiry and invention from the late Renaissance to early industrialisation, University of Chicago Press, Chicago, 2007, 95-115.

## Fordítás
Ez a szócikk részben vagy egészben  a   Giacomo Della Porta című olasz Wikipédia-szócikk ezen változatának fordításán alapul.  Az eredeti cikk szerkesztőit annak laptörténete sorolja fel. Ez a jelzés csupán a megfogalmazás eredetét és a szerzői jogokat jelzi, nem szolgál a cikkben szereplő információk forrásmegjelöléseként.